# Neutralino
In fisica delle particelle il neutralino è un'ipotetica particella elementare, prevista dalla teoria della supersimmetria, ovvero in particolare un oggetto complesso formato da un fotino, uno zino (particella supersimmetrica del bosone Z) e da due higgsini.
Secondo tali teorie, per ogni particella esiste infatti un partner supersimmetrico, oltre che un'antiparticella di uguale massa, ma di carica elettrica opposta (per esempio all'elettrone corrisponde il positrone, a carica positiva); in particolare per un fermione il partner supersimmetico è un bosone e viceversa: esempi di queste particelle sono il fotino, il gravitino, oppure il selettrone, lo smuone, e via dicendo.
Finora tutte queste particelle sono state solamente ipotizzate nell'ambito delle teorie supersimmetriche e i fisici speravano che con l'entrata in funzione del nuovo anello di accelerazione, LHC, del CERN di Ginevra sarebbe stato possibile verificarne la reale esistenza, mentre non si intravede ancora possibilità di successo.